# Marek (Gołowkow)
Marek, imię świeckie Siergiej Anatoljewicz Gołowkow (ur. 31 marca 1964 w Permie) – metropolita Rosyjskiego Kościoła Prawosławnego.

## Życiorys
W 1981 ukończył szkołę średnią w rodzinnym mieście. W latach 1982–1984 służył w Armii Radzieckiej. Po zakończeniu służby wojskowej wstąpił do seminarium duchownego w Moskwie, a po jego ukończeniu, cztery lata później, do Moskiewskiej Akademii Teologicznej. Będąc jeszcze studentem, 19 października 1990 złożył śluby zakonne w ławrze Troicko-Siergijewskiej. Miesiąc później był już hierodiakonem, a 7 stycznia 1991 został hieromnichem i nauczycielem Nowego Testamentu w seminarium duchownym, które ukończył. W 1992 ukończył studia w akademii teologicznej.
12 sierpnia 1992 został włączony do składu rosyjskiej misji prawosławnej w Jerozolimie. W 1997 otrzymał godność ihumena. 28 września 1999 mianowany zastępcą przewodniczącego Wydziału zewnętrznych stosunków cerkiewnych Rosyjskiego Kościoła Prawosławnego. Od 26 stycznia 2000 pełnił dodatkowo obowiązki proboszcza w parafii Trójcy Świętej w moskiewskiej dzielnicy Choroszowo. Od 3 maja tego samego roku archimandryta.
14 stycznia 2004 miała miejsce jego chirotonia na biskupa jegoriewskiego, wikariusza eparchii moskiewskiej. 31 marca 2009 Święty Synod Rosyjskiego Kościoła Prawosławnego zwolnił go z funkcji w Wydziale stosunków zewnętrznych i powierzył mu tymczasowy zarząd dwóch eparchii Kościoła: wiedeńskiej i austriackiej oraz budapeszteńskiej i węgierskiej w miejsce arcybiskupa Hilariona (Alfiejewa). 1 lutego 2010 podniesiony do godności arcybiskupiej. W eparchii moskiewskiej odpowiedzialny był za parafie położone w północno-zachodnim okręgu administracyjnym miasta Moskwy. Od grudnia 2011 kierował wikariatami północno-zachodnim oraz północnym eparchii moskiewskiej miejskiej.
Odznaczony orderem św. Sergiusza z Radoneża II stopnia i Orderem Grobu Pańskiego.
W 2014 r. został kierownikiem synodalnego wydziału finansowo-gospodarczego i pełnił tę funkcję do 2019 r.
W 2015 Święty Synod wyznaczył go na ordynariusza eparchii riazańskiej i zarazem zwierzchnika metropolii riazańskiej. W związku z tą decyzją 4 listopada 2015 otrzymał godność metropolity. W 2019 r. objął również zwierzchnictwo eparchii budapeszteńskiej i węgierskiej, w związku z czym otrzymał dodatkowo tytuł metropolity budapeszteńskiego i węgierskiego. W 2022 r. został odwołany z katedry budapeszteńskiej. W 2024 r. ponownie mianowany locum tenens eparchii budapeszteńskiej i węgierskiej.